# Ставропольська митрополія
Ставропольська митрополія (рос. Ставропольская митрополия) — митрополія Російської православної церкви на території Ставропольського краю Росії.

## Історія
Відповідно до Положення про обласних преосвященних від 12 березня 1934 року на виконання постанови Помісного собору 1917—1918 років про митрополичі округи, Тимчасовий патріарший синод утворив церковні області у складі кількох єпархій, в тому числі в межах Північно-Кавказького краю була утворена митрополія з центром у П'ятигорську. Дата скасування точно невідома. Швидше за все це сталося в 1943 році при проведенні перебудови єпископських кафедр.
7 червня 2012 року рішенням Священного синоду Російської православної церкви (журнал № 51) була створена Ставропольська митрополія. Нова єпархія об'єднала єпархії Російської православної церкви на території Ставропольського краю: Ставропольську, Георгіївську, а також територію Предгірного та Кіровського районів П'ятигорської єпархії. Главою митрополії призначено правлячого архієрея Ставропольської єпархії.

## Склад
Митрополія складається з трьох (одна частково) єпархій:
- Ставропольська і Невинномиська єпархія
- Георгіївська і Прасковейська єпархія
- Також до складу митрополії увійшла та частина парафій П'ятигорської і Черкеської єпархії, що знаходяться на території Ставропольського краю

## Митрополити
Кирило (Покровський) з 7 червня 2012 року